# Вехновиці
Вехновиці (пол. Wiechnowice) — село в Польщі, у гміні Жечиця Томашовського повіту Лодзинського воєводства.
Населення — 133 особи (2011).
У 1975-1998 роках село належало до Пйотрковського воєводства.

## Демографія
Демографічна структура станом на 31 березня 2011 року:
|          | Загалом | Допрацездатний вік | Працездатний вік | Постпрацездатний вік |
| -------- | ------- | ------------------ | ---------------- | -------------------- |
| Чоловіки | 69      | 12                 | 49               | 8                    |
| Жінки    | 64      | 15                 | 33               | 16                   |
| Разом    | 133     | 27                 | 82               | 24                   |